# Сімінок (Вранча)
Сімінок (рум. Siminoc) — село у повіті Вранча в Румунії. Входить до складу комуни Думітрешть.
Село розташоване на відстані 142 км на північний схід від Бухареста, 27 км на південний захід від Фокшан, 92 км на захід від Галаца, 97 км на схід від Брашова.

## Населення
За даними перепису населення 2002 року у селі проживали 175 осіб, усі — румуни. Усі жителі села рідною мовою назвали румунську.